# Kirchweih

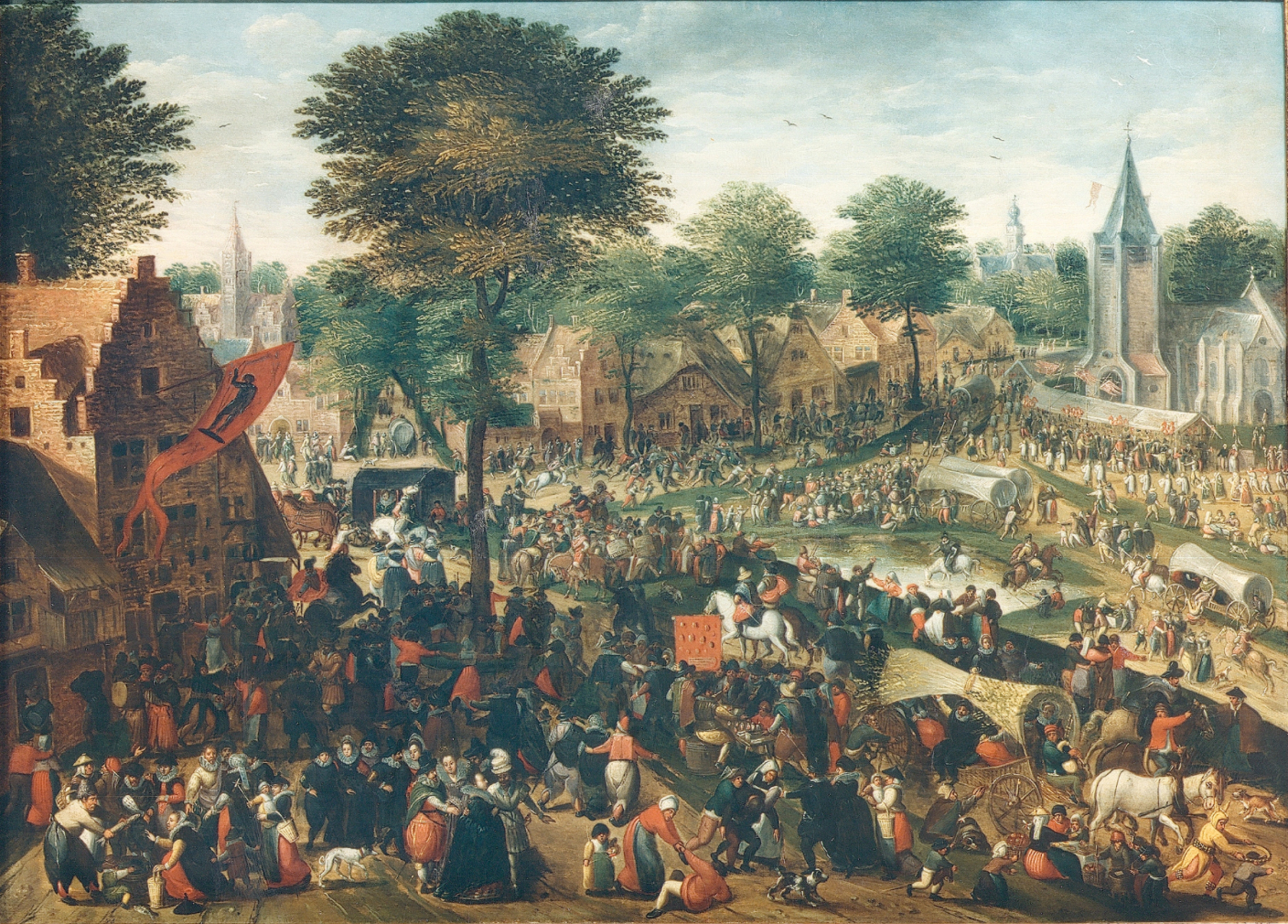
Hans Bol: Bäuerliche Kirmes. 2. Hälfte 16. Jahrhundert

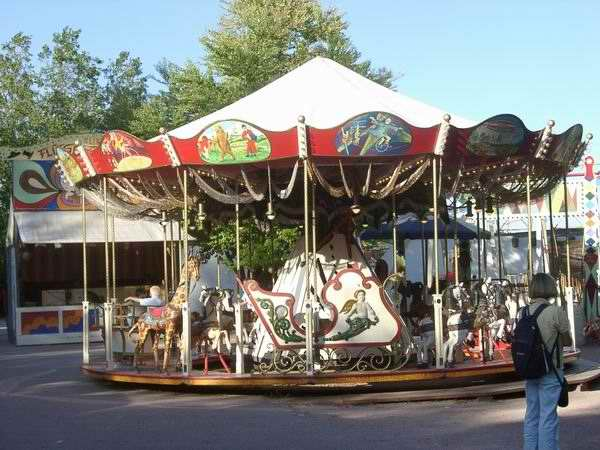
Kinderkarussell in Stuttgart, 2004

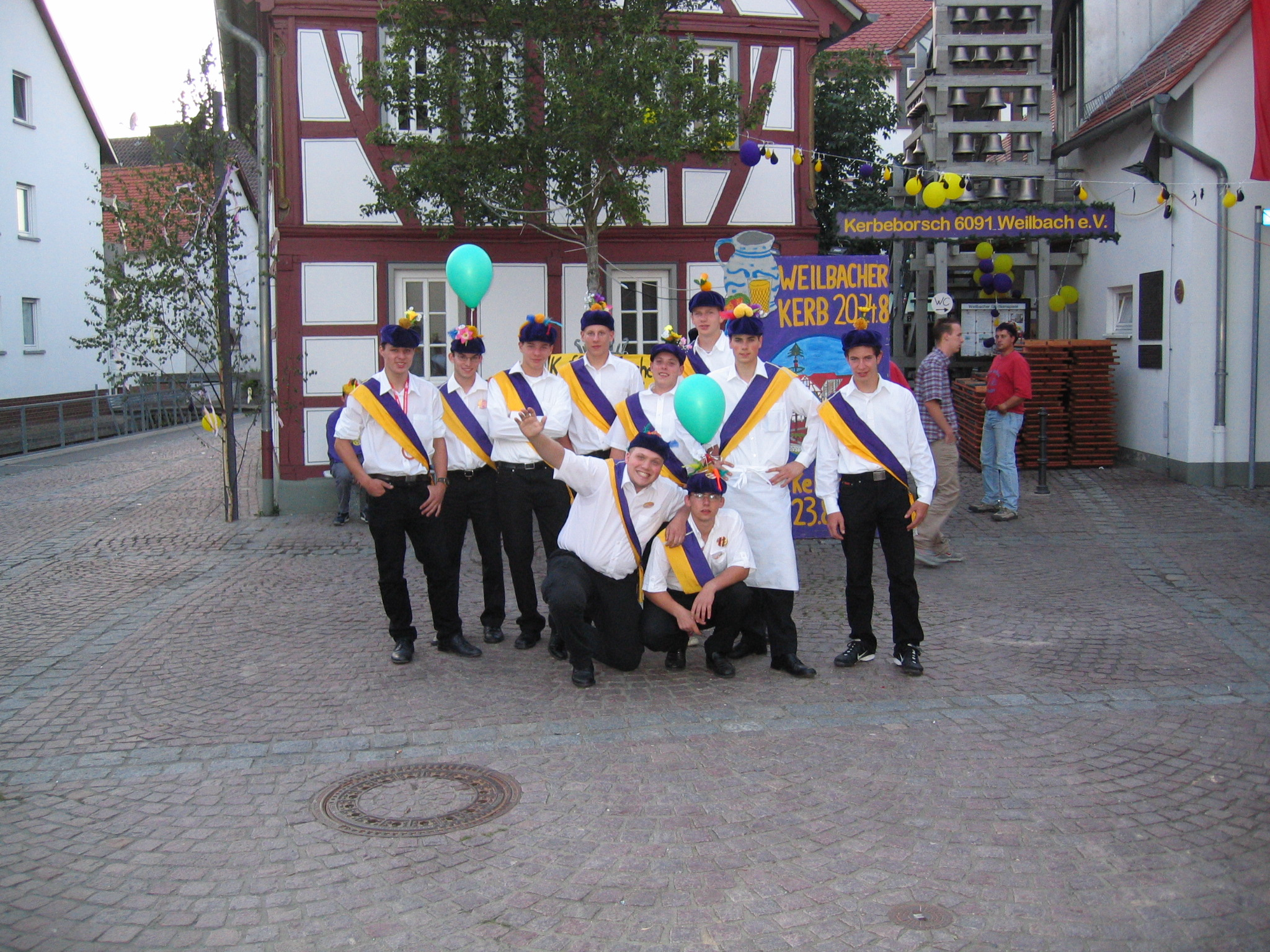
Kerbeborsch bei der traditionellen Kerb in Weilbach bei Frankfurt/M., 2004

Die Kirchweih bzw. das Kirchweihfest, in Deutschland meist mit regionalen Bezeichnungen wie Kirmes, Kermes Kirwa, Kirwä, Kerwe, Kerwa, Kärwa, Kirb(e), Kerb, Kerm oder Kilbi bezeichnet, in Österreich, Südtirol und Altbayern Kirta(g), Kischta oder Kirchtag, schweizerhochdeutsch Kilbi oder Chilbi, banatschwäbisch Kerweih, wird seit dem Mittelalter als Fest anlässlich der jährlichen Wiederkehr des Tages der Weihe einer Kirche gefeiert. Der Tag der Kirchweihe hat in der jeweiligen Kirche den Rang eines Hochfests.

## Benennung

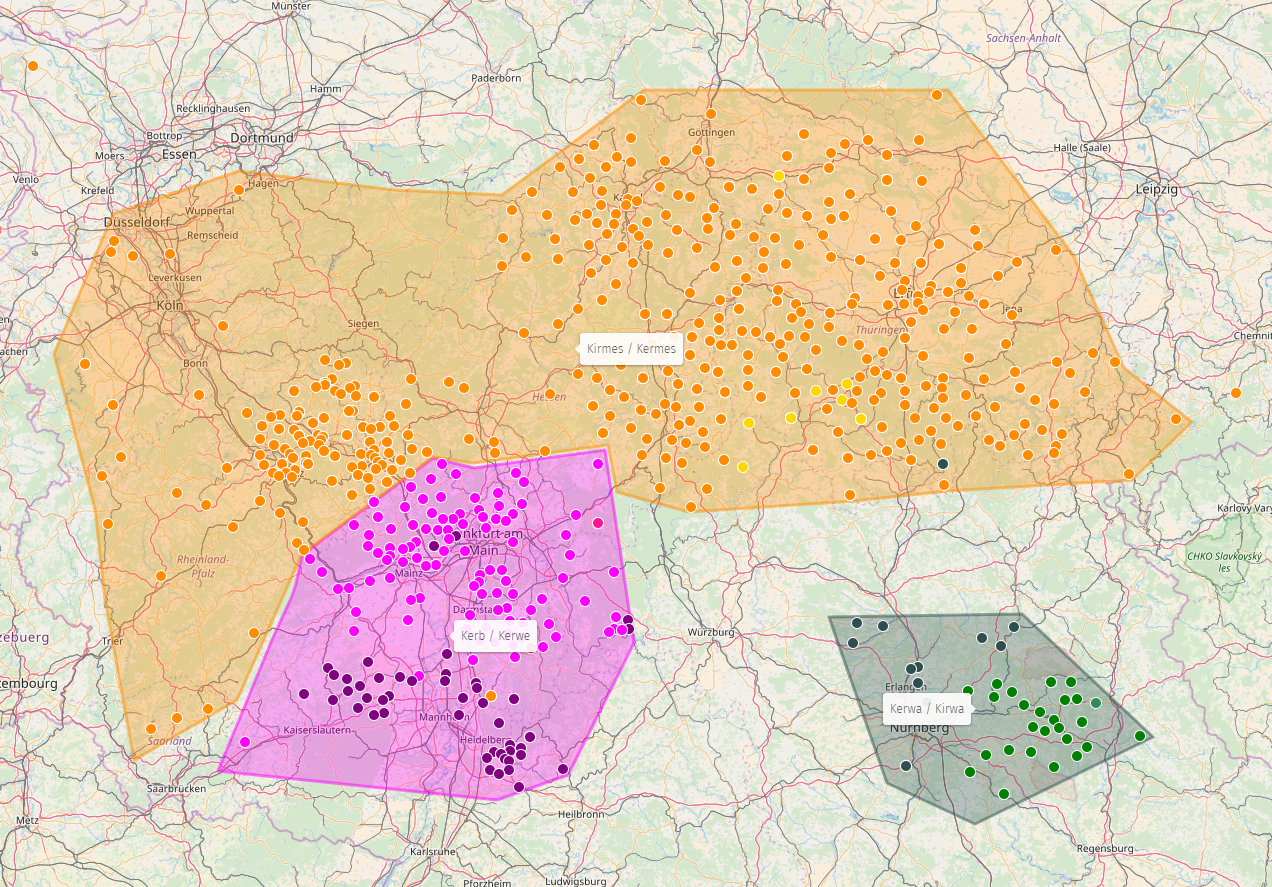
Der Kirmes-Äquator. Diese Karte wurde anhand von über 3000 Vereinsnamen erstellt. Diese Namen wurden auf ihre Bestandteile Kirmes, Kerb/Kerwe und Kerwa analysiert und mit Geodaten anhand der Postleitzahl angereichert.

Wegen der weiten Verbreitung von Kirchweihfesten und ihrer jeweiligen lokalen Besonderheiten haben sich in den regionalen Dialekten verschiedene Bezeichnungen für die Kirchweih (teilweise auch auf der Basis von Kirchmess und Kirchtag) eingebürgert: 

### Deutschland

#### Zu Kirchweih
- Chilbi
  - im südwestlichsten Teil Badens, u. a. Markgräflerland
- Kärwa, Kerwa, Kerba, Kerm
  - in Franken
- Kerb
  - in Hessen: in den Landkreisen bzw. Großstädten Hochtaunuskreis,[2] Frankfurt,[3] Offenbach,[4][5] südwestlicher Wetteraukreis (u. a. Bad Nauheim, Butzbach, Rosbach, Bad Vilbel, Büdingen),[6] Main-Kinzig-Kreis,[7] Rheingau-Taunus-Kreis, Main-Taunus-Kreis, Landkreis Offenbach
  - im Odenwald
  - in Rheinhessen
  - Naheregion: Bretzenheim, Laubenheim, Dorsheim, Rümmelsheim, Langenlonsheim, Guldental und Windesheim
- Kereb (Aussprache: [kʰe:ɾəp])
  - im Hunsrück
- Kerb oder Kirb
  - im Saarland
  - in der westlichen und nördlichen Pfalz
  - an der unteren Nahe
  - in Teilen von Südhessen
  - in vielen Teilen des Odenwaldes
  - in Teilen Unterfrankens, vor allem in der Region Bayerischer Untermain
- Kerm
  - in Unterfranken und einem Ort in Mittelfranken, Ulsenheim
- Kerwe
  - in der Südpfalz
  - in Südhessen
  - in der östlichen Pfalz
  - in Nordbaden, u. a. in der Kurpfalz
  - im zentralen Württemberg
  - in Teilen von Mittelfranken
- Kerweih
  - bei den Schwaben im rumänischen Banat
- Kier
  - im katholischen Jossgrund und in Mernes im Spessart
- Kilb
  - vereinzelt in Südhessen
- Kilbe, Kilbi
  - in Teilen von Südbaden
  - in Teilen von Württemberg
- Kilbig
  - in Brigachtal und Bräunlingen im Schwarzwald-Baar-Kreis, gefeiert am 3. Wochenende im Oktober
- Kilwi
  - in Südbaden
- Kirb
  - im nördlichen Saarland (Tholey)
  - westlich der Nahe
  - in Teilen von Südhessen
  - in Teilen von Kurhessen
  - in Teilen des Spessarts
- Kirbe
  - in Teilen von Baden
  - in Oberschwaben (Baden-Württemberg)
  - im Hunsrück
  - in Teilen von Rheinhessen
  - im Oberen Neckarraum
  - im Remstal und Umgebung
  - im Linzgau
  - im Vogtland
- Kirchweih
  - in weiten Teilen Bayerns
  - in Hessen nur in der Stadt Weilburg[8]
- Kirwa, Kirwä
  - in der westlichen, mittleren und nördlichen Oberpfalz
  - im östlichen Teil Frankens
  - Kirwa im Amberg-Sulzbacher Land
- Kirwe
  - in Teilen von Rheinland-Pfalz
  - in Teilen von Baden
  - im westlichen und nördlichen Württemberg
  - im Vogtland
- Kir(e)wei
  - in Teilen von Württemberg
- Kirwi
  - im mittleren Baden

#### Zu Kirchmess
- Karkmess
  - im nordniederdeutschen Sprachraum
- Kemmes
  - teilweise im Nassauer Land
- Kermese
  - in Berg
- Kermis
  - in den Niederlanden
- Kerms, Kermst oder Kirmse
  - in Teilen Thüringens
  - in Sachsen
- Kermse
  - in West-Niedersachsen
  - in Thüringen
- Kirmes oder Kermes
  - in Nord-, Mittel- und Osthessen in den Landkreisen Limburg-Weilburg[9][10][11] (außer in der Stadt Weilburg – nur dort: „Kirchweih“),[12] Lahn-Dill-Kreis,[13] Gießen,[14] nordöstlicher Wetteraukreis (u. a. Bad Nauheim, Florstadt, Friedberg, Nidda),[15] Vogelsberg,[16] Fulda,[17] Marburg-Biedenkopf[18]. Weithin bekannt ist auch die Ziegenhainer Salatkirmes.
  - im unteren Rheinland
  - in Teilen des Saarlands
  - in Teilen von Rheinland-Pfalz (u. a. im Moseltal, in der Eifel und im Westerwald)
  - im Siegerland
  - in großen Teilen von Nordrhein-Westfalen
  - Kiärms (im Münsterland)
  - in großen Teilen von Niedersachsen
  - in Teilen Unterfrankens
  - in Teilen Thüringens, in Dörfern der kreisfreien Stadt Suhl teilweise Kermes
  - in Teilen Sachsens
- kermuša: in den sorbischen Kirchgemeinden Sachsens

#### Zu Kirchtag
- Käada und Kiada
  - in der südlichen Oberpfalz
- Kirda, Kirta, Kirtog
  - in Altbayern

### Österreich
- Kirtag, Kirda, Kirta, Kirschta, Kirchti, Kirtåg, beziehungsweise Kiritåg oder auch Kirchtag
- Prangtag, verwendet im Bundesland Salzburg (zu den festlichen Prangstangen)
- Kilbi, Kilbe oder Kirbe in Vorarlberg

### Frankreich
- Kirb
  - in Deutschlothringen
  - im Krummen Elsass

- Kilbe
  - im Süden des Elsass

- Kerwe oder Kirwe
  - im Norden des Elsass

- Kermesse
  - in Nordfrankreich

### Rumänien
- Kerweih in allen Orten mit deutscher Bevölkerung im Banat

### Schweiz
- Schweizer Hochdeutsch Kilbi
- al. Chilbi in vielen Teilen der Deutschschweiz
- al. Chöubi in der Innerschweiz
- al. Chiubi im Kanton Bern
- Herbschtmäss im Raum Basel

In der Schweiz hat sich der Begriff Chilbi vielfach vollständig von der Kirchweih losgelöst und ist verbreitet das gewöhnliche Wort für Jahrmarkt. Im Kanton Freiburg wird Chilbi (französisch Bénichon) im Herbst als Abschluss der Ernte gefeiert. Diese Feiern werden oft mit dem traditionellen Chilbiessen, zu dem der Chilbisenf (französisch: Moutarde de Bénichon) und das Safranbrot (französisch: Cuchaule, eine Art Brioche) nicht fehlen dürfen, entweder im familiären Kreis oder im Restaurant gefeiert. Die Termine, an denen Restaurants das Chilbiessen anbieten, sind von Gemeinde zu Gemeinde verschieden, finden aber gewöhnlich an einem Sonntag zwischen September und November statt.

### Kroatien
- Kirvaj in einigen Regionen Kroatiens

### Luxemburg
- Kiermes im Norden, Süden und Westen Luxemburgs sowie der Gegend um die Stadt Luxemburg
- Kärmes oder Käermes entlang der Luxemburger Mosel

### Belgien
- Kirmes im gesamten deutschsprachigen Raum
- Kermis im gesamten niederländischsprachigen Raum

### Italien
- Kirschta oder Kīschta in der östlichen Hälfte Südtirols

### Brasilien
- Kerb (auf Portugiesisch: Quermesse) im brasilianischen Riograndenser Hunsrückisch (deutscher Dialekt)

### Spanien und Lateinamerika
- Kermés

## Zeitpunkt
Das Kirchweihfest ist grundsätzlich der Jahrestag der Konsekration der Kirche; das Fest kann aber auch durch bischöfliches Dekret auf ein anderes Datum festgelegt sein. Ist das Datum der Kirchweihe unbekannt, wird die Feier des Jahrestages oft auf das Patrozinium der Kirche oder das Allerheiligenfest gelegt. Es gibt aber auch den allgemeinen (bayerischen) Kirchtag am dritten Sonntag im Oktober und andere traditionelle Termine.
In Altbayern wurde bis 1866 in den Städten und Dörfern die Kirchweih am Sonntag vor oder nach dem Patrozinium der Kirche gefeiert. Da die Bevölkerung sich gerne an den jeweiligen Feierlichkeiten der Nachbargemeinden beteiligte, nahm (in den Augen der Obrigkeit) die Anzahl der Vergnügungsveranstaltungen und der damit verbundene Alkoholkonsum überhand. Deshalb wurde die traditionelle „Dorfkirchweih“ durch einen zentralen Termin für alle Kirchen im Herbst – den dritten Sonntag im Oktober – ersetzt. Jedoch hat sich dieser Termin nicht in ganz Bayern durchgesetzt. Für das Bistum Würzburg gilt zum Beispiel der zweite Sonntag im November, wohl im Zusammenhang mit dem Weihetag der Lateranbasilika, die den Ehrentitel „Mutter und Haupt aller Kirchen des Erdkreises“ trägt, am 9. November. Im Volksmund wurde dieser Festtag „Allerweltskirta“ genannt.
Im Saarland wird die Kerb (rheinfränkisch) oder Kirb/Kirf (moselfränkisch), bzw. Kirmes in katholischen Gemeinden am Weihetag der jeweiligen Kirche gefeiert. Da dieser Tag bei vielen alten Kirchen nicht mehr bekannt ist, feiert man in vielen Orten die sogenannte Martinikirmes am ersten oder zweiten Wochenende im November. Der „Kerwesonntag“ ist jeweils der Sonntag, der näher zum 10. November liegt. Da es im November schon sehr kalt sein kann, haben in den letzten Jahrzehnten einige Gemeinden ihre Kerb auf Wochenenden im Sommer vorgezogen, um „Straßenkirmes“ feiern zu können.

## Festverlauf

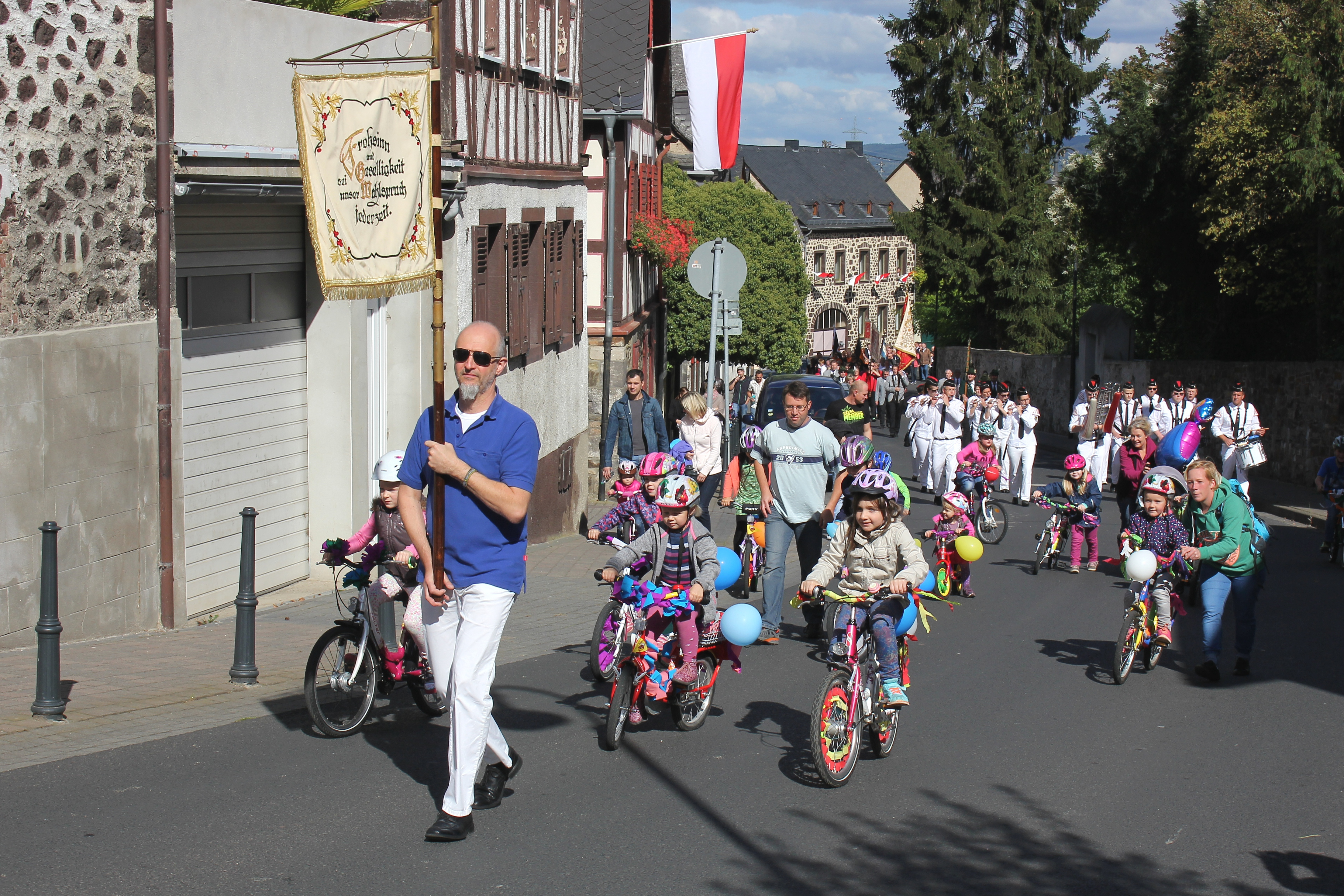
Kirmeszug in Kärlich 2015, vorn die Standarte der Kirmesgesellschaft

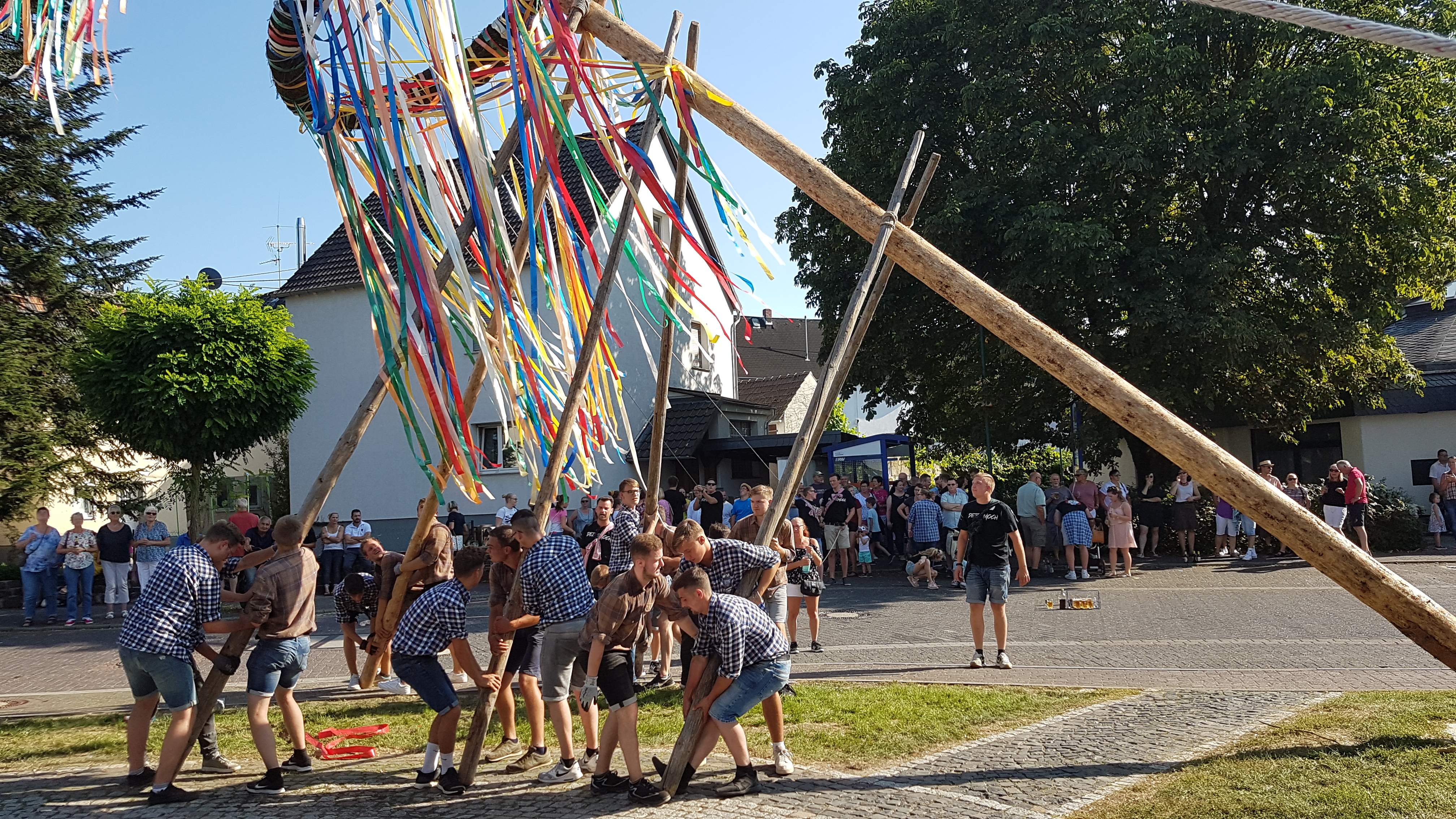
Kirmesbaumaufstellen in Beselich-Obertiefenbach 2019

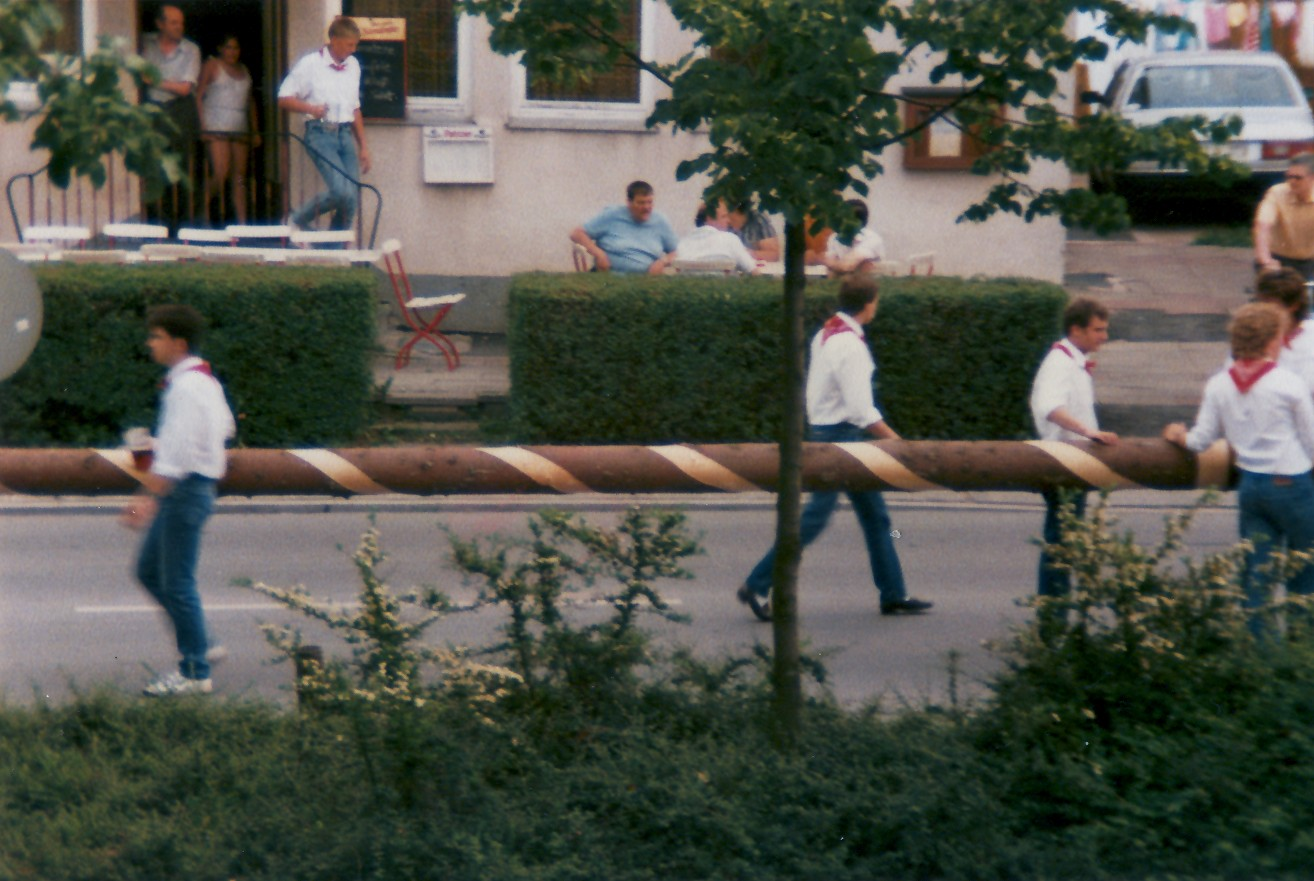
„Kärwaboum“ mit einem Kirchweihbaum

Im ländlichen Raum bildet die Kirchweih ein wichtiges dörfliches Brauchtum, mit dem – meist unverheiratete – Kirmesburschen mit regional unterschiedlichen Namen oder Vereine betraut sind. So finden sich etwa in Franken „Ortsburschen“, in Hessen ist Rede von „Kerweborsche“, „Kerbeborsch“, „Kermesborsche“, „Plobursche“, „Kirbbuwe“, oder „Kerbborsch“; im Banat „Kerweihbuwe“, im Saarland und Rheinland-Pfalz „Straußbuwe“ wegen des oft kunstvoll verzierten Kirmesbaums – siehe Kirchweihbaum, „Kärwaboum“ –, in der Eifel „Kirmeskomitee“ und im Untertaunus „Kerbegesellschaft“. Sie tragen das jährliche Fest organisatorisch. Mittlerweile nehmen daran in vielen Dörfern auch Mädchen und junge Frauen teil („Kärwamadla/-madli“) im Saarland „Straußmäde“ (Straußmädchen).
Im hessischen Odenwald wird die „Kerwe“ traditionell „ausgegraben“, also eröffnet. Die Dorfbewohner ziehen meist freitags oder samstags durch die Ortsstraßen zum Haus des „Kerweparrers“ (Kerwepfarrers), holen ihn ab und gehen gemeinsam zu einem Punkt, an dem eine Flasche oder etwas Ähnliches aus dem Boden ausgegraben wird. Mit diesem Ritual ist die Kerwe eröffnet und wird erst wieder durch das Eingraben einer neuen Flasche für das nächste Jahr beendet. Sonntags findet in vielen Dörfern ein Kerwe-Umzug statt, bei dem Gruppen, Vereine und Personen aus dem Ort und der Region mit kreativen Ideen und gestalteten Wagen oder Traktoren durch die Straßen ziehen.
Bei der original fränkischen „Kerwa“ beziehungsweise Oberpfälzer „Kirwa“, die in den Monaten April bis Oktober in vielen Ortschaften gefeiert wird, dauert die Veranstaltung meist von Donnerstag bis Montag. Am Freitag finden meist Musikveranstaltungen für die Jugend statt.
Am Samstag wird der „Kirchweihbaum“ aufgestellt. Im Bayerischen Wald findet in der Nacht von Samstag auf Sonntag in vielen Dörfern das „Kirtazamtrogn“ statt. Die Burschen ziehen mit einem Wagen durch das Dorf und nehmen aus den Gärten und Hofstellen Gegenstände (zum Beispiel Gartenmöbel, Werkzeug) mit. Diese Beute wird unter dem Kirchweihbaum aufgebaut und ist von den Besitzern wieder abzuholen.
Am Sonntag ist vereinzelt noch das „Fässla Ausgraben“ anzutreffen. Dabei wird, wenn es zwei „rivalisierende“ Gruppen von Burschen gibt, ein Bierfass im Garten der jeweils anderen Gruppe versteckt und muss dann von den ortsansässigen Burschen gesucht werden. Schaffen sie es nicht, ist es eine Schmach, wenn die andere Burschenschaft das Bierfass wieder ausgräbt.

## Weitere Formen
Eine weitere Form, wie sich rivalisierende Kerweburschen ihre Getränke finanzieren, ist das Kerblies-Klauen. Die Kerblies, mancherorts auch „Kerbeliesel“, „Kerbonkel“, „Kirmeshannes“, „Schlackes“ oder „Lisbeth“ genannt, ist eine am Kerbbaum aufgehängte Strohpuppe. Vorrangig nachts kommen auswärtige Kerbburschen, um die „Lies“ vom Baum zu holen und nach erfolgreicher Tat am nächsten Tag gegen Flüssiges einzutauschen. Das Fällen des Baumes wird jedoch nicht gerne gesehen. Wenn die „Lies“ entwendet wurde, sind die Kerweburschen am nächsten Tag meist dem Hohn und Spott der vorigen Jahrgänge ausgesetzt.
Am Montag wird dann der „Betz ausgetanzt“ (teilweise auch der „Kirchweihbaum ausgetanzt“). Dabei suchen sich die Burschen am Montagmorgen ein Mädchen aus und tanzen, meist sogar in ortstypischer Tracht. Dabei wird pro Runde ein Blumenstrauß von Paar zu Paar gegeben. Auf einem Wecker wird eine bestimmte Zeit eingestellt, zu der er dann klingelt. Wer zu diesem Zeitpunkt den Strauß hat, ist der „Masta“ (Meister) und muss die Zeche für die Burschen für den ganzen Abend zahlen. Zusätzlich werden nach der Kirchweih alle Burschen und ihre Mädchen bei ihm zum Schnaps- und Kaffeetrinken eingeladen. Oftmals fällt auf den Montag auch die Übergabe der Kirmes an die Kirmesburschen des nächsten Jahrgangs, wobei das Publikum durch zu bestehende Prüfungen derer unterhalten wird.
In manchen Orten gehört zur Kirchweih auch eine Kirchweihpredigt, in der Ereignisse des vergangenen Jahres ausgewertet werden. Am Ende des Kirchweihfestes wird dann die Kirchweih (in der Pfalz „Kerweschlumbl“ oder „Kerweliesl“) beerdigt.
Neben der gewöhnlichen Kerb gibt es in vielen Gegenden noch weitere Abarten dieses Festes. So wird in Büttelborn zum Beispiel die „Spargelkerb“ gefeiert, wo auch eine Spargelkönigin gekürt wird. In den 1950er Jahren wurde dort auch die „Kartoffelkerb“ abgehalten. In Trebur gibt es die „Zuckerrübenkerb“.
In Biebesheim am Rhein, wo die Kerb vier Wochen nach Ostern, am Sonntag Kantate gefeiert wird, nannte man diese auch „Brennnesselkerb“, da der Termin so früh liegt. In Dreieichenhain feiert man die Pfingstkerb, sieben Wochen nach Ostern.
„A gscheida Kirta dauert bis zum Irta (Dienstag) – und’s kunnt se schicka, a diam mal bis zum Migga (Mittwoch).“ (Spruch aus Altbaiern)
In Schramberg und Umgebung wird der besondere Brauch des Kilbesingens oder auch Kirbesingens (kurz: „Kilbe“ oder „Kirbe“) begangen. Er ist jedoch trotz des Namens nicht mit Kirchweih im engeren Sinne gleichzusetzen. Vielmehr ist er wahrscheinlich heidnischen Ursprungs.

## Kirchweih-Lieder
Analog zu den verschiedenen Bezeichnungen für Kirchweih werden teils typische Kirchweihlieder in den jeweiligen Dialekten gesungen.
- „Kirmesburschenlied“, „Kerbemarsch“ oder „Kerbeburschenlied“
- „Wo ist denn der Johann“ (Singphrase in Bezug auf den Kirmesjohann oder Kerbejohann)[19]
- „Bubenlied“ (Singphrase: „Wir sind alle …(Ort)-Buben, wer was will, der kann es mal versuchen…“)[20]
- „Donaulied“ („Einst ging ich am Strande der Donau entlang“)[21][22]
- Das „Scheiße-Lied“ („Scheiße in der Lampenschale“) überregionales Scherzlied[23]
- Das „Klopapier-Lied“ („Auf dem Donnerbalken“) überregionales Scherzlied (auch Kinderlied) zur Kirmes[24]
- „Nun ist die Kirmes angekommen“, „Heut schon fängt die Kirmes an“, „Das schönste Burschenleben“[25]
- Kirbelied in Schramberg und Umgebung im Zusammenhang mit dem besonderen Brauchs des Kilbesingen

Zusätzlich werden bekannte Volks-, Trink- und Stimmungslieder gesungen, die man jedoch nicht als spezielle Kirchweihlieder bezeichnen kann, so z. B. „Bier her, Bier her“, „Wir lagen vor Madagaskar“, „Schnaps, das war sein letztes Wort“, „Ein Heller und ein Batzen“, „Heidewitzka Herr Kapitän“, „Jetzt trink’n ma noch a Flascherl Wein“, „Es gibt kein Bier auf Hawaii“, „Bergvagabunden“, „Uns scheint der Mond so hell“, „Wir trinken das schäumende Bier“, „Der schönste Platz ist immer an der Theke“, „In einem Polenstädtchen“, „Schwarze Natascha“ und viele andere.

## Traditionen
Traditionell trafen sich Menschen nach der Messe am Marktplatz, um von vorbeiziehenden Händlern Waren zu erstehen. Diese Tradition hielt sich mancherorts bis heute.
Anlässlich der Kirchweihfeste findet neben den Gottesdiensten oft auch ein Volksfest mit Fahrgeschäften (zum Beispiel Karussells) und sonstige Vergnügungen statt, häufig auch eine Verkaufsmesse für Vieh, andere landwirtschaftliche Produkte oder für Waren aller Art.
Bei der Kurpfälzer Kerwe wird der „Kerweschlumpel“-Brauch gepflegt – eine Strohpuppe in Form einer Frau nimmt an prominenter Stelle an den Kerwefeierlichkeiten teil und wird von den jungen Männern des Ortes „umsorgt“. Zum Abschluss der Kerwetage wird die Kerweschlumpel unter großem Wehklagen und nach einer Grabrede des „Kerweparrers“ feierlich verbrannt.
Da sich früher die Kirchweihfeierlichkeiten noch über den Montag hinaus hinzogen, gibt es in Altbayern den Spruch:
„A guate Kirta geht bis Irta, und bleibst nacha picka, dann halt bis Micka.“ („Eine gute Kirchweih dauert bis Dienstag, und bleibst du nachher hängen, dann halt bis Mittwoch“)
In vielen Dörfern wurde früher darauf Wert gelegt, dass jeder Kirmesbursche ein Mädchen aus einem anderen Ort wählte. Ein Kirmesbursche, der ein Mädchen aus dem gleichen Ort wählte, musste mit unterschiedlichen Sanktionen (z. B. Bier ausgeben, in den Schweinestall gesperrt werden) rechnen.
Bis in das 18. Jahrhundert hinein gehörten häufig Gewehrschüsse zur Kirchweih, wie sich aus einer Verordnung zur Brandverhütung vom 12. Oktober 1751 im Kurfürstentum Trier ergibt. Hiermit wurde bei der Kirchweih und weiteren Anlässen dieses Schießen verboten (vgl. Salutschuss). Die Strafe für Übertretungen, die auch hier wohl sehr häufig waren, wurde am 23. April 1774 auf zwei Gulden erhöht.